# Deutsche Cadre-71/2-Meisterschaft 2014/15

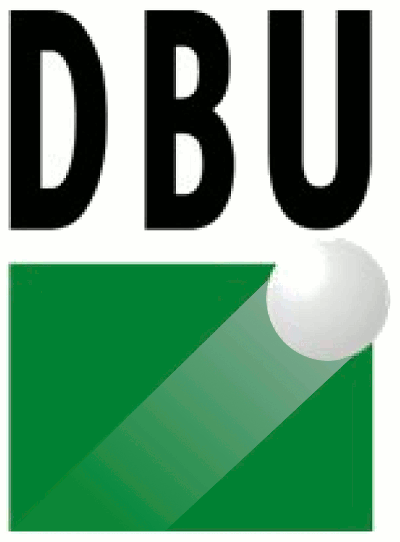
Logo DBU (ausrichtender Verband)

Veranstaltungsort: Bad Wildungen

Die Deutsche Cadre-71/2-Meisterschaft 2014/15 ist eine Billard-Turnierserie und fand vom 18. bis zum 19. November 2014 in Bad Wildungen zum 65. Mal statt.

## Geschichte
Sven Daske setzte sich diesmal im Finale gegen Seriensieger Thomas Nockemann glatt mit 150:46 in zwei Aufnahmen durch und wurde zum zweiten Mal deutscher Meister im Cadre 71/2. Die K.o.-Spiele hatten diesmal ein hohes Niveau. Gemeinsam belegten Carsten Lässig und Arnd Riedel den dritten Platz.

## Modus
Gespielt wurden zwei Vorrundengruppen bis 150 Punkte oder 15 Aufnahmen. Die beiden Gruppenbesten spielten dann im K.-o.-System den Sieger aus. Platz drei wurde nicht mehr ausgespielt.
Die Endplatzierung ergab sich aus folgenden Kriterien:
1. Matchpunkte
2. Generaldurchschnitt (GD)
3. Bester Einzeldurchschnitt (BED)
4. Höchstserie (HS)

## Teilnehmer (alphabetisch)
1. Thomas Nockemann (DBC Bochum) (Titelverteidiger)
2. Thomas Berger (Wiesbadener BC)
3. Sven Daske (SCB Langendamm)
4. Carsten Lässig (BG Coesfeld)
5. Manuel Orttmann (1. BC Neustadt/Orla)
6. Arnd Riedel (BC Wedel)
7. Dieter Steinberger (BC Kempten)
8. Thomas Wildförster (BC Hilden)

## Turnierverlauf

### Gruppenphase
| MP    | Match Points (Sieger = 2; Unentschieden = 1; Verlierer = 0) |
| Pkte. | Erzielte Karambolagen                                       |
| Aufn. | Benötigte Versuche                                          |
| GD    | Generaldurchschnitt                                         |
| BED   | Bester Einzeldurchschnitt eines Spielers                    |
| HS    | Höchstserie                                                 |
|       | Bester GD des Turniers                                      |
|       | Bester ED des Turniers                                      |
|       | Beste HS des Turniers                                       |
|       | 1. Platz (Gold)                                             |
|       | 2. Platz (Silber)                                           |
|       | 3. Platz (Bronze)                                           |

| Platz                      | Name            | MP  | Pkte. | Aufn. | GD    | BED   | HS  |
| -------------------------- | --------------- | --- | ----- | ----- | ----- | ----- | --- |
| 1                          | Th. Nockemann   | 6:0 | 429   | 21    | 20,42 | 75,00 | 121 |
| 2                          | Arnd Riedel     | 4:2 | 373   | 31    | 12,03 | 21,42 | 117 |
| 3                          | Thomas Berger   | 2:4 | 176   | 23    | 7,65  | 12,50 | 54  |
| 4                          | Manuel Orttmann | 0:6 | 224   | 23    | 9,37  | –     | 24  |
| Gruppendurchschnitt: 12,26 |                 |     |       |       |       |       |     |

| Platz                      | Name               | MP  | Pkte. | Aufn. | GD    | BED   | HS |
| -------------------------- | ------------------ | --- | ----- | ----- | ----- | ----- | -- |
| 1                          | Sven Daske         | 4:2 | 423   | 22    | 19,22 | 37,50 | 67 |
| 2                          | Carsten Lässig     | 4:2 | 382   | 30    | 12,73 | 16,66 | 66 |
| 3                          | Dieter Steinberger | 2:4 | 340   | 26    | 13,07 | 11,53 | 80 |
| 4                          | Thomas Wildförster | 2:4 | 356   | 28    | 12,71 | 25,00 | 66 |
| Gruppendurchschnitt: 14,16 |                    |     |       |       |       |       |    |

## Finalrunde
| Halbfinale       |     |     |   |       |       |     |
| Thomas Nockemann | 2:0 | 150 | 3 | 50,00 | 50,00 | 101 |
| Carsten Lässig   | 0:2 | 110 | 3 | 36,66 | –     | 53  |
| Sven Daske       | 2:0 | 150 | 3 | 50,00 | 50,00 | 79  |
| Arnd Riedel      | 0:2 | 89  | 3 | 29,66 | –     | 37  |
| Finale           |     |     |   |       |       |     |
| Thomas Nockemann | 0:2 | 46  | 2 | 23,00 | –     | 31  |
| Sven Daske       | 2:0 | 150 | 2 | 75,00 | 75,00 | 76  |

## Abschlusstabelle
| Klassement                 | Klassement | Klassement         | Klassement | Klassement | Klassement | Klassement | Klassement | Klassement | Klassement |
| Phase                      | Platz      | Name               | MP         | Pkte.      | Aufn.      | GD         | BED        | HS         |            |
| -------------------------- | ---------- | ------------------ | ---------- | ---------- | ---------- | ---------- | ---------- | ---------- | ---------- |
| Finale                     | 1          | Sven Daske         | 8:2        | 723        | 27         | 26,77      | 75,00      | 79         |            |
| Finale                     | 2          | Thomas Nockemann   | 8:2        | 625        | 26         | 24,03      | 75,00      | 121        |            |
| Halb- finale               | 3          | Carsten Lässig     | 4:4        | 492        | 33         | 14,90      | 16,66      | 66         |            |
| Halb- finale               | 3          | Arnd Riedel        | 4:4        | 462        | 34         | 13,58      | 21,42      | 117        |            |
| Gruppen- phase             | 5          | Dieter Steinberger | 2:4        | 340        | 26         | 13,07      | 11,53      | 80         |            |
| Gruppen- phase             | 6          | Thomas Berger      | 2:4        | 176        | 23         | 7,65       | 12,50      | 54         |            |
| Gruppen- phase             | 7          | Thomas Wildförster | 2:4        | 356        | 28         | 12,71      | 25,00      | 66         |            |
| Gruppen- phase             | 8          | Manuel Orttmann    | 0:6        | 224        | 23         | 9,37       | –          | 24         |            |
| Turnierdurchschnitt: 15,44 |            |                    |            |            |            |            |            |            |            |